# 佐々木恒男
佐々木恒男（ささき つねお、1938年10月7日-　）は、日本の経営学者。学位は、商学博士（明治大学・論文博士・1985年）（学位論文「ファヨール経営学説の研究」）。青森公立大学名誉教授。

## 来歴
兵庫県宝塚市生まれ。中央大学第1法学部法律学科卒業、同大学大学院商学研究科博士課程中退。1985年「ファヨール経営学説の研究」で明治大学より商学博士の学位を取得。
中央大学商学部助手、千葉商科大学講師、武蔵大学経済学部助教授・教授、日本大学教授、2001年青森公立大学教授、2003年学長、2012年学長退任。名誉教授。専門は、経営学原理、組織論、マネジメント論、経営学史。組織学会高宮賞受賞。

## 著書
- 『現代フランス経営学研究』文真堂 1981
- 『マネジメントとは何か』文真堂 1992

### 共編著
- 『現代経営学の基本問題』編著 文眞堂 1999
- 『経営・商学系大学院生のための論文作成ガイドブック』片岡信之,齊藤毅憲,高橋由明,渡辺峻共編著 文眞堂 2004
- 『大学教員の人事評価システム』齊藤毅憲,渡辺峻共編著 中央経済社 2006
- 『はじめて学ぶ人のための経営学 ver.2(第2版)』片岡信之, 齊藤毅憲,高橋由明, 渡辺峻共著 文眞堂 2006
- 『はじめて学ぶ人のための経営学入門』片岡信之,齊藤毅憲,高橋由明, 渡辺峻共著 文眞堂 2008
- 『アドバンスト経営学 理論と現実』片岡信之,齊藤毅憲,高橋由明,渡辺峻共編著 中央経済社 2010
- 『ファヨール = Jules Henri Fayol ファヨール理論とその継承者たち』編著 文真堂 経営学史叢書 2011

### 監修
- 『社会人基礎力の育成とビジネス系大学教育』全国ビジネス系大学教育会議編著 齊藤毅憲,小山修, 渡辺峻共監修 学文社 2010
- 『ビジネス系大学教育における質保証』小山修,夏目啓二,吉田優治, 渡辺峻,齊藤毅憲共監修 全国ビジネス系大学教育会議編著 学文社 2012
- 『ビジネス系大学教育における初年次教育』全国ビジネス系大学教育会議編著 小山修,夏目啓二, 吉田優治,渡辺峻,齊藤毅憲共監修 学文社 2012

### 翻訳
- アンリ・ファヨール『公共心の覚醒 ファヨール経営管理論集』編訳 未来社 1970
- H.ファヨール『産業ならびに一般の管理』未来社 1972
- アンリ・ファヨール その人と経営戦略、そして経営の理論』文真堂 1984
- H.A.サイモン『意思決定と合理性』吉原正彦共訳 文真堂 1987　のちちくま学芸文庫
- アンリ・ファヨール『経営改革論』編訳 文真堂 1989
- ダニエル・A.レン『マネジメント思想の進化』監訳 文眞堂 2003
- ジャン-ルイ・ポーセル編著『アンリ・ファヨールの世界』監訳 文眞堂 2005

## 論文
- <佐々木恒男